# Ulica Janusza Meissnera w Krakowie
Ulica Janusza Meissnera – ulica w Krakowie, położona w całości w administracyjnej dzielnicy III Prądnik Czerwony.
Nazwę ulicy nadano dla upamiętnienia Janusza Meissnera, polskiego lotnika, dziennikarza oraz pisarza. W latach 2023–2025 wzdłuż ul. Janusza Meissnera jest budowana linia tramwajowa Krakowskiego Szybkiego Tramwaju (etap IV) Meissnera -Mistrzejowice

## Przebieg
Ulica zaczyna swój bieg na przy skrzyżowaniu z ulicą Mogilską, aleją Jana Pawła II i ulicą Stanisława Lema, gdzie staje się fizycznym przedłużeniem tej trzeciej. Przy jej środkowym odcinku znajdują się Kościół Matki Boskiej Ostrobramskiej i stadion klubu sportowego Wieczysta Kraków. Następnie biegnie dalej w kierunku północno-zachodnim w kierunku ronda Młyńskiego, przez które przebiegają ulicą Pilotów i Młyńska, by tam zakończyć bieg. Jej przedłużeniem w tamtym miejscu staje się ta druga.

## Infrastruktura
Ulicę Janusza Meissnera tworzą dwie dwupasmowe ulice (w niektórych fragmentach zwężane do jednopasmowych) oddzielone od siebie pasem zieleni. W ciągu ulicy znajdują się trzy przystanki autobusowe MPK Kraków – „Meissnera”, „Pszona” oraz „Rondo Młyńskie”. W otoczeniu arterii znajdują się m.in.: Kościół Matki Boskiej Ostrobramskiej, stadion klubu sportowego Wieczysta Kraków, a także pawilony handlowo-usługowe wypełniające w znacznej części otoczenie ulicy oraz osiedla mieszkaniowe.
Do 2025 roku planowane jest wybudowanie torowiska tramwajowego w ciągu pasa zieleni, w ramach budowy linii tramwajowej do Mistrzejowic.